# Hans Peter Børresen

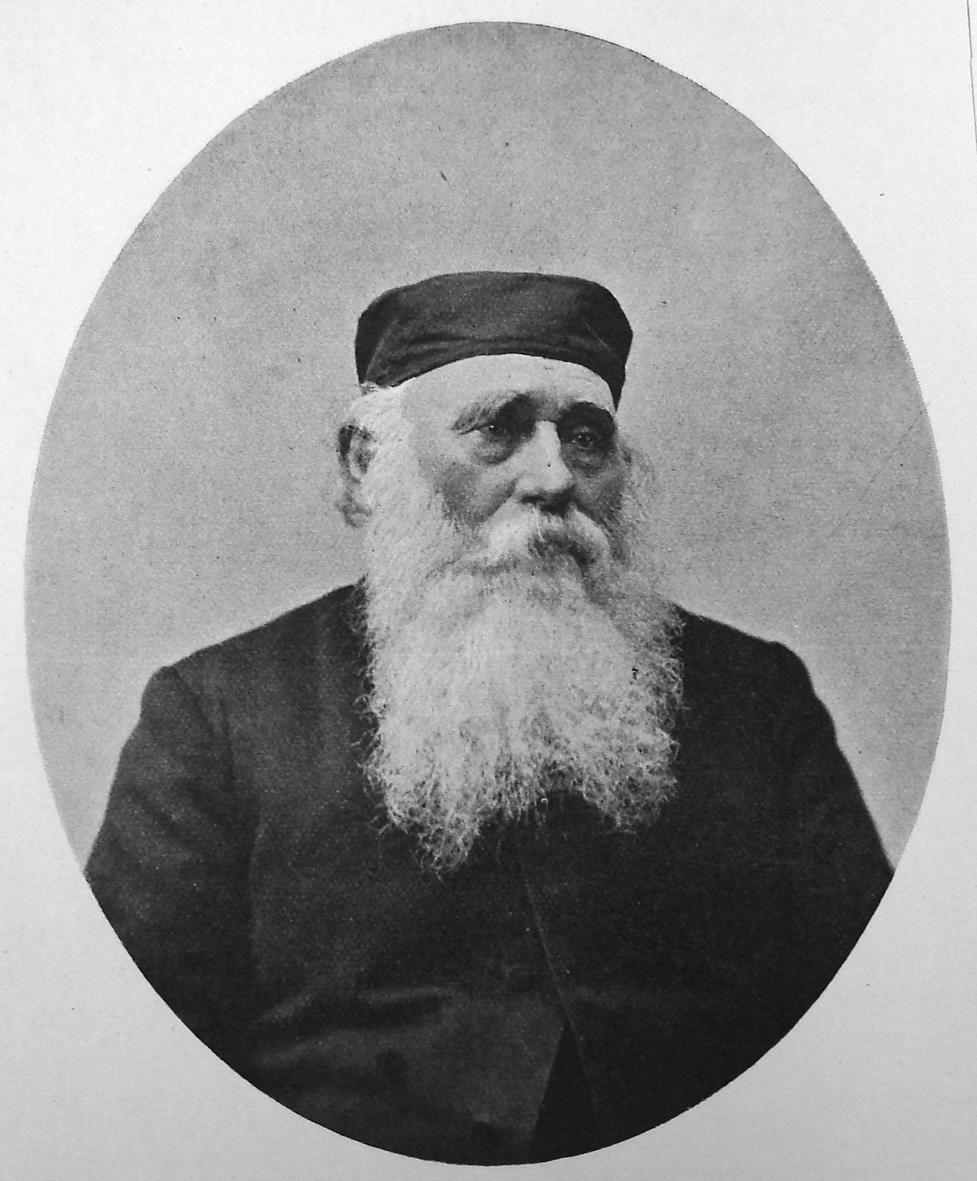
Hans Peter Børresen

Hans Peter Børresen (* 29. November 1825 in Christianshavn, Kopenhagen; † 23. September 1901 in Benagaria, Jharkhand, Indien) war ein dänischer Missionar in Indien. Er und der norwegische Missionar Lars Olsen Skrefsrud waren die Gründer der Evangelisch-Lutherischen Kirche im Norden Indiens – Bihar, Assam und Bengalen – die bis nach Nepal und Bhutan reichte.

## Missionsarbeit
Hans Peter Børresen wurde 1864 zusammen mit seiner Ehefrau Caroline Vilhelmine Ernestine Hempel von der Berliner Gossner Mission nach Indien geschickt, um die nordindischen Ureinwohner zu evangelisieren. Er begann in der Station Purulia, jetzt in Westbengalen, um mit Lars Olsen Skrefsrud zusammenzuarbeiten. 1867 verließen er und Skrefsrud die Gossner Mission und gründeten zusammen mit Edward Colpys Johnson von der Baptistischen Missionsgemeinschaft die Missionsstation Ebenezer in Benagaria in den Santal Parganas. Sie starteten die neue Missionsstation, um unter den Einheimischen (Santals, Bodos, Bengalen und Bihari) zu arbeiten und zu missionieren. Hans Peter Børresen wurde zum Spendensammler für die Mission, während Skrefsrud der Mission ihre Dynamik gab. Skrefsrud lernte die Santali-Sprache und veröffentlichte 1873 eine Santali-Grammatik, die von höherer Qualität war als das frühere Werk von Jeremiah Phillips aus dem Jahr 1852.
1868 ließen er und Skrefsrud sich in Assam nieder, wo sie mit Mitgliedern aus Santals (in der Mehrheit), Bengalen und Bodos die Northern Evangelical Lutheran Church gründeten, die sich auf Nordindien konzentrierte. 1877 kehrte Børresen nach Kopenhagen zurück, um Unterstützung für das Missionswerk zu erreichen, und empfing die Ordination in der Staatskirche.